# 武基察·米蒂奇
武基察·米蒂奇（1953年12月7日—2019年6月27日），塞尔维亚女子篮球运动员，场上位置是控球后卫。她曾代表南斯拉夫国家队参加1980年夏季奥林匹克运动会篮球比赛，获得一枚铜牌。